# La Charité du prestidigitateur
Pour plus de détails, voir Fiche technique et Distribution.

La Charité du prestidigitateur est un film français réalisé par Alice Guy en 1905.

## Synopsis
Un prestidigitateur range l'affiche de son spectacle, salue les propriétaires de l'établissement dans lequel a eu lieu la représentation et s’en va.
En chemin, il est pris de pitié pour un pauvre hère qui mendie au coin d'une rue. Au lieu de lui donner une pièce, le magicien ouvre sa valise, en sort une table et une chaise miniatures. Un geste magique et l'ensemble se transforme en une table bien garnie et un confortable fauteuil. Le magicien invite le mendiant à s’installer. Il sort alors une petite figurine de sa boîte à malice : nouveau geste magique ! et voici un marmiton bien serviable.
Après un copieux repas, il faut déguster un bon cigare : qu'à cela ne tienne, il suffit de demander. Pour couronner le tout, une nouvelle passe et le mendiant, rajeuni de quelques années, est transformé en chic bourgeois.
Quelque temps plus tard, notre nouvel homme croise à son tour un mendiant, mais il le snobe. Mal lui en prend, car il s'agissait du magicien qui voulait mettre son protégé à l'épreuve : comme il a failli, ce dernier se retrouve dans sa condition première et n’a plus que les yeux pour pleurer.

## Fiche technique
Source IMDb
- Titre : La Charité du prestidigitateur
- Titre en anglais : The Magician's Alms
- Réalisation : Alice Guy
- Société de production : Société L. Gaumont et compagnie
- Pays d'origine :  France
- Genre : Film à trucs, comédie fantastique
- Format : court métrage en noir et blanc - muet -
- Durée : 3 minutes
- Dates de sortie : France : 1905
  - France : 17 août 2008 (DVD)
  - États-Unis : 1er septembre 2009 (DVD)
- Licence : domaine public

## Analyse
Cette saynète moralisatrice est un bon prétexte pour une présentation de trucs.

Peu de prises ont cependant dû être faites : ainsi, lorsque le magicien sabre le champagne, la bouteille se retrouve presque entièrement brisée mais l'action continue...

## À noter
- Le film est tourné en extérieur tout d'abord à la devanture d'un café, puis dans une ruelle rurale : en arrière-plan, on voit des poules picorer.